# Sistemes de rànquing en el go
En el joc del go s'utilitzen un sistema de classificació dels jugadors en funció de la seva força. Aquesta classificació permet ajustar les partides de forma que siguin igualades (vegeu Hàndicap en el go).
El sistema de rànquings estableix tres categories principals:
| Categoria   | Rang                             | Significat                          |
| ----------- | -------------------------------- | ----------------------------------- |
| kyu (級,급) | 30k-1k                           | Feble en japonès, principiant.      |
| dan (段,단) | 1–7d                             | Fort, domina les tècniques del joc. |
| pro (段,단) | 1–9p (10p com a títol honorífic) | Abreviació de dan professional.     |

Generalment, s'accepta que el principiant comença amb una categoria de 30k, tot i que a vegades es considera que l'inici està en 20k. Per exemple, en els torneigs oficials no es permet inscriure's amb categoria inferior a 20k.
Des de 30k (kyu) es va millorant fins a la categoria de 1k (un 12k és més fort que un 15k). Un cop superada la categoria de 1k, es passa a ser 1d (dan). Arribar a 1d vol dir arribar a ser un jugador amateur expert, i generalment es considera ja tot un èxit. Des de 1d, les categories van pujant fins a un màxim de 7d.
A nivell professional, les categories funcionen de manera similar al món amateur. Es comença amb categoria de 1p (1 dan professional) i es pot pujar fins a nivell 9p (10p és categoria honorífica com a guanyador d'un torneig). La categoria de pro s'atorga al Japó, la Xina, Corea i Taiwan. Habitualment, s'ha de passar un examen pel qual calen anys de preparació, tot i que en alguns casos s'atorga la categoria de professional pels mèrits demostrats com a amateur. Es considera que la força d'un 1p és similar a la d'un 7d amateur.

## Descripció matemàtica del sistema
Avui en dia, el sistema acceptat a gran part Europa per comptabilitzar les categories és el de la EGF (European Go Federation), que és una variant de l'Elo, el sistema que s'utilitza als escacs. Cada federació nacional pot utilitzar un sistema molt o poc diferent, com és el cas de la federació francesa; la classificació europea, però, es fa a partir del rànquing europeu (no és la suma dels rànquings estatals).
En aquest sistema, cada jugador té un determinat nombre de punts. Els punts s'inicialitzen a: 20k = 100, i la diferència de rànquing s'estableix en 100 punts. Així, un 15k té 600 punts, un 1k 2000 punts, un 6d, 2600, etc.
El sistema suposa que es pot definir la probabilitat de guanyar una partida ({\displaystyle S_{E}}) entre els jugadors A i B en funció de la seva diferència de rànquings {\displaystyle \Delta =R_{B}-R_{A}}.
Pel jugador amb el rànquing més baix (suposem que és A), aquesta probabilitat es defineix com:
{\displaystyle S_{E}(A)=1/({e^{\Delta /a}+1})}.
La probabilitat de guanyar de B es defineix mitjançant:
{\displaystyle S_{E}(A)+S_{E}(B)=1-\epsilon }.
Si {\displaystyle \epsilon =0}, aquesta última equació vol dir que la probabilitat es normalitza a 1. No obstant això, no s'utilitza aquesta possibilitat, donat que existeix una deflació global de les categories, ja que els nous jugadors prenen els punts als jugadors ja consolidats. Això s'intenta evitar establint diverses mesures, com l'existència d'un rànquing mínim (20 kyu), reassignació de rànquings i la introducció d'aquesta {\displaystyle \epsilon >0}. Actualment s'utilitza {\displaystyle \epsilon =0.014}.
Després d'una partida, els punts dels dos jugadors es modifiquen segons:
{\displaystyle R_{nou}-R_{antic}={\text{con}}*[S-S_{E}(\Delta )]},
on S és el resultat de la partida: 1, 0 o 0.5 en cas de jigo, empat.
Els paràmetres con i a són funcions decreixents dependents del rànquing del jugador.